# Arctoconopa carbonipes
Arctoconopa carbonipes là một loài ruồi trong họ Limoniidae. Chúng phân bố ở miền Tân bắc.